# Taracticus guerrerensis
Taracticus guerrerensis är en tvåvingeart som beskrevs av Pritchard 1938. Taracticus guerrerensis ingår i släktet Taracticus och familjen rovflugor. Inga underarter finns listade i Catalogue of Life.